# Trigger (företag)
Trigger Inc. (株式会社トリガー Kabushiki kaisha Torigā?) är en animationsstudio i Tokyo, Japan. Den grundades den 22 augusti 2011 av två före detta Gainax-anställda: regissören Hiroyuki Imaishi och animatören Masahiko Ohtsuka.

## Produktioner
- Project X Zone (2012) - öppningssekvens till ett datorspel[2]
- Inferno Cop (2012) - Original Net Animation[3]
- Little Witch Academia (2013) - kortfilm[4]
- Kill la Kill (2013) - TV-serie[5]
- Inou Battle Within Everyday Life (2014) - TV-serie[6]
- Black Dynamite (2014) - öppningssekvens till säsong 2 av en animerad TV-serie[7]
- Japan Anima(tor)'s Exhibition (2015. Produktion av kortfilmerna Denkou choujin Gridman: Boys Invent Great Hero,[8] Sex & Violence with Machspeed,[9] och Bureau of Proto Society,[10] och animation av kortfilmen Power Plant No.33.[11]) - Original Net Animation
- Ninja Slayer (2015) - TV-serie[12]
- Little Witch Academia: The Enchanted Parade (2015) - film[13][14]
- Kiznaiver (TBA) - TV-serie[15]